# 李荐国
李荐国（1963年3月—），男，汉族，湖南衡东人。1983年7月參加工作，1983年1月加入中國共產黨。中华人民共和国政治人物。

## 生平
曾任共青团衡陽市委書記、衡陽市城北區人民政府區長、衡南縣人民政府縣長、中共衡南縣委書記，中共郴州市委常委、宣傳部部長，中共邵陽市委常委、組織部部長、統戰部部長等职务。2013年3月，出任湖南省人民政府副秘書長、湖南省人民政府駐北京辦事處主任。2015年，任婁底市人民政府市長、婁底市委副書記。2016年3月，改任婁底市委書記。2017年1月，兼任婁底市人大常委會主任。2019年12月，獲任命為湖南省社会科学院院长。
2020年6月10日，湖南省紀委監委宣布李薦國涉嫌嚴重違紀違法，正在接受紀律審查和監察調查。同年9月被湖南省人民政府罢免湖南省社会科学院院长职务。翌年5月31日，李荐国被开除党籍和公职。
2021年10月22日，湖南省益阳市中级人民法院以受贿罪判处李荐国有期徒刑十三年，并处罚金人民币三百万元；检方指控李荐国自2008年至2020年期间利用其担任邵阳市委常委、组织部部长、统战部部长，娄底市委副书记、市长、市委书记、市人大常委会主任等职务的便利，为他人在医药销售、项目承揽、工程款支付、职务晋升等方面谋取利益，单独或伙同配偶、胞弟等特定关系人收受他人贿赂达2704万元。